# Дземянувка
Дземянувка (пол. Dziemianówka) — село в Польщі, у гміні Ґіби Сейненського повіту Підляського воєводства.
Населення — 97 осіб (2011).
У 1975-1998 роках село належало до Сувальського воєводства.

## Демографія
Демографічна структура станом на 31 березня 2011 року:
|          | Загалом | Допрацездатний вік | Працездатний вік | Постпрацездатний вік |
| -------- | ------- | ------------------ | ---------------- | -------------------- |
| Чоловіки | 51      | 8                  | 35               | 8                    |
| Жінки    | 46      | 7                  | 26               | 13                   |
| Разом    | 97      | 15                 | 61               | 21                   |